# Fear (album Easy Going)
Fear è il secondo album del gruppo musicale italiano Easy Going, pubblicato dall'etichetta discografica Banana e distribuito dalla CGD nel 1979.
L'album è prodotto da Giancarlo Meo, mentre gli arrangiamenti sono curati da Claudio Simonetti, che dirige l'orchestra. I due sono anche autori, rispettivamente, dei testi e delle musiche dei brani.
Dal disco viene tratto il singolo Fear/I Strip You, i cui brani hanno durata quasi dimezzata rispetto alle versioni presenti dell'album per esigenze di spazio in ciascuna facciata del 45 giri.

## Tracce

### Lato A
1. I Strip You
2. Fear

### Lato B
1. To Simonetti
2. Put Me in the Deal